# 田口三昭
田口 三昭（たぐち みつあき、1958年〈昭和33年〉6月16日 - ）は、日本の実業家。株式会社バンダイナムコホールディングス取締役会長。秋田県仙北郡太田町（現：大仙市）出身。

## 経歴
秋田県立角館高等学校を経て明治学院大学法学部を卒業。1982年にバンダイに入社し、模型事業部に配属される。ベンダー事業部ゼネラルマネージャー、ライフ事業部ゼネラルマネージャーを経て、2003年に取締役に就任。ライフスタイルカンパニープレジデント、新規事業政策担当等を経験した後、2010年に取締役副社長に就任。2015年にバンダイナムコホールディングス代表取締役社長に就任。2021年に取締役会長に就任。

## 略歴
- 1977年（昭和52年）3月 - 秋田県立角館高等学校卒業。
- 1982年（昭和57年）3月 - 明治学院大学法学部卒業[2]。
- 1982年（昭和57年）4月 - 株式会社バンダイ入社 模型事業部配属[3][4]。
- 1999年（平成11年）4月 - 株式会社バンダイ ベンダー事業部ゼネラルマネージャー[3]。
- 2002年（平成14年）4月 - 株式会社バンダイ ライフ事業部ゼネラルマネージャー[5]。
- 2003年（平成15年）4月 - 株式会社バンダイ ライフカンパニープレジデント兼ライフ事業部ゼネラルマネージャー[6]。
- 2003年（平成15年）6月 - 株式会社バンダイ取締役 ライフカンパニープレジデント兼ライフ事業部ゼネラルマネージャー[6]。
- 2004年（平成16年）4月 - 株式会社バンダイ取締役 ライフスタイルグループリーダー兼ライフスタイルカンパニープレジデント[7]。
- 2004年（平成16年）7月 - 株式会社バンダイ取締役 ライフスタイルグループリーダー兼ライフスタイルカンパニープレジデント兼インキュベーションセンター長[8]。
- 2005年（平成17年）4月 - 株式会社バンダイ取締役 ライフスタイルグループリーダー兼ライフスタイルカンパニープレジデント兼インキュベーションセンター新規事業室担当[9]。
- 2006年（平成18年）4月 - 株式会社バンダイ常務取締役 新規事業政策担当兼アパレル事業部、ライフ事業部、新規事業室管掌[10]。
- 2008年（平成20年）4月 - 株式会社バンダイ常務取締役 新規事業政策担当兼アパレル事業部、Real B Voice事業部、ライフ事業部、新規事業室管掌[11]。
- 2009年（平成21年）4月 - 株式会社バンダイ専務取締役 新規事業政策担当兼アパレル事業部、Real B Voice事業部、ライフ事業部、新規事業室管掌[12]。
- 2010年（平成22年）4月 - 株式会社バンダイ取締役副社長 メディア政策、新規事業政策担当兼メディア部、Real B Voice事業部、戦略プロジェクト管掌[13]。
- 2011年（平成23年）4月 - 株式会社バンダイ取締役副社長 新規事業政策担当兼Real B Voice事業部、戦略プロジェクト管掌[14]。
- 2012年（平成24年）4月 - 株式会社バンダイ代表取締役副社長 グローバルメディア政策、人事政策担当[15]。
- 2013年（平成25年）4月 - 株式会社バンダイ代表取締役副社長 人事政策担当[16]。
- 2015年（平成27年）4月 - 株式会社バンダイナムコホールディングス顧問[17]。
- 2015年（平成27年）6月 - 株式会社バンダイナムコホールディングス代表取締役社長兼COO[18]。
- 2018年（平成30年）6月 - 株式会社バンダイナムコホールディングス代表取締役社長兼CEO[19]。
- 2021年（令和3年）4月 - 株式会社バンダイナムコホールディングス取締役会長（現任）[20]。

## 現職
- 株式会社バンダイナムコホールディングス取締役会長[21]
- 公益財団法人那須記念財団理事[22]